# Djebel Antar (wilaya de Naâma)
Pour les articles homonymes, voir Djebel Antar.
Le djebel Antar (جبل عنتر) est une montagne de l'Atlas saharien culminant à 1 721 mètres d'altitude dans la wilaya de Naâma dans le Nord-Ouest de l'Algérie.
La montagne se situe dans les contreforts septentrionaux de l'Atlas saharien, à la limite sud-ouest des Hauts Plateaux. Son versant oriental domine la ville de Mécheria.